# Lycaon
Lycaon è un genere di canidi lupini che comprende il licaone (Lycaon pictus), e l'estinto Lycaon sekowei. Questo genere è un ipercarnivoro, altamente cursorio, dotato quindi di lunghe gambe adatte alla corsa e un'elevata resistenza. Si distingue dagli altri canidi per le cuspidi accessorie sui premolari. Il genere si ramificò dalla stirpe dei canidi simili a lupi durante il Pliocene-Pleistocene. Da allora, Lycaon è divenuto più leggero e tetradattilico, ma è rimasto un ipercarnivoro che caccia in branco per sopraffare le proprie prede. Lycaon sekowei è noto dal Pliocene e dal Pleistocene del Sud Africa ed era meno cursorio. Alcuni autori considerano Xenocyon, un sottogenere estinto di Canis, ancestrale sia a Lycaon che a Cuon.